# Palau del Real
El desaparegut Palau del Real era la residència oficial dels reis de València quan visitaven la ciutat, i estava en la vora esquerra del riu, on actualment hi ha els Jardins del Real. Va ser conegut també com el Palau de les tres-centes claus, en al·lusió als nombre d'habitacions que tenia en el moment de màxima esplendor.

## Orígens del Palau
Originàriament va ser construït al segle xi pel rei Abd al-Aziz com una almúnia o residència d'esbargiment als afores de la ciutat. En Xarq al-Àndalus aquestes residències rurals de l'oligarquia urbana, situades al voltant de les ciutats, eren conegudes amb el nom de real (de l'àrab riyad, jardí), els quals cal no confondre amb els rafals, que eren finques de producció agrària. Així doncs, el nom del Palau del Real deriva del fet que fora una d'aquestes almúnies, i no pel fet de ser residència reial. L'arabista Henri Péres, en el seu llibre Esplendor d'al-Andalus, parla de la bellesa i grandiositat del palau, que "comprenia un gran jardí plantat d'arbres fruiters i flors i un riu que el travessava, i en el centre es trobava el palau, amb pavellons ricament decorats, que s'obrien al jardí".
Apareix ja esmentat a la Crònica de Jaume I, quan el rei descriu el moment en què va veure la Senyera com a senyal de rendició dels musulmans de la ciutat en 1238 : (§ 282) «E nos fom en la rambla, entre'l reial e la torre, e quan vim nostra senyera sus en la torre descavalgam del caval, e endreçam-nos ves orient, e ploram de nostres uils, e besam la terra per la gran mercé que Deus nos havia feyta.». Aquesta rambla és el riu Túria, la referida torre és la d'Alī-Bufāt o del Temple, i el reyal és sens dubte l'almúnia d'Abd al-Aziz. Després de la conquesta feudal de Balansiya, Jaume I va decidir conservar aquest real com a residència pròpia, i pel contrari no va conservar l'alcàsser dels governadors musulmans a l'interior de la ciutat, el qual va donar com a seu de la cúria, i que posteriorment fou enderrocat per a la construcció de cases. A partir de llavors aquest real va ser la residència oficial dels reis de València en els períodes que residien a la ciutat, tot i que mai va arribar a ser un palau reial oficial com el Palau Reial de Barcelona o el Palau de l'Aljaferia de Saragossa.

## Ampliació del Palau

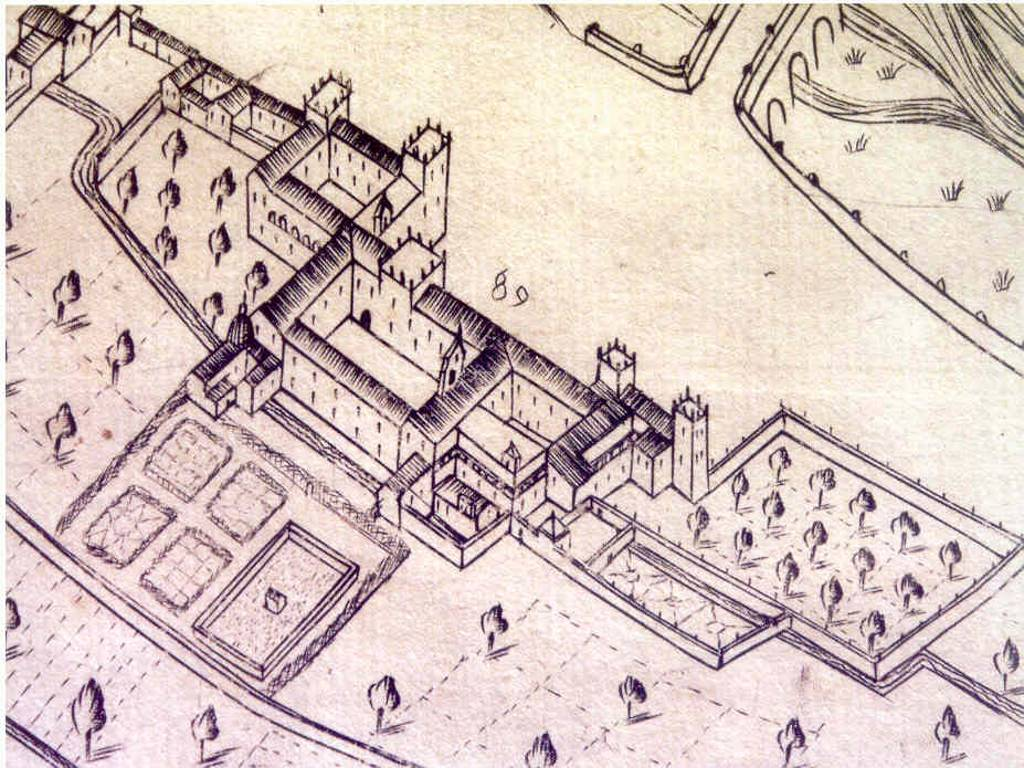
Vista del palau l'any 1609, tal com apareix al mapa de la ciutat de València fet per Antonio Mancelli

Pere el Cerimoniós va fer importants reformes al segle xiv, amb la idea de construir un vertader palau més gran, i posteriorment la major part dels reis en van fer també, fins que durant el Renaixement es va arribar a constituir un magnífic palau, amb uns importants jardins. Estava dividit en dues parts adossades, l'anomenat Real Vell i el Real Nou, i comptava amb importants torres i defenses, pel fet d'estar situat fora de les muralles de la ciutat.
Entre els reis dels que hi ha constància que hi van residir trobem a Joan I, Martí l'Humà o Alfons el Magnànim, per al qual va ser residència oficial abans de traslladar la seua cort a Nàpols, i la seua esposa la reina Maria, des d'on va governar els regnes peninsulars de la Corona d'Aragó en absència del seu marit, i per a qui va ser una de les seues residències favorites.
Entre 1483 va allotjar el tribunal de la Inquisició espanyola fins que en 1527 va aixecar la seva pròpia seu. Circumstancialment es van allotjar també en aquest palau Carles I, Felip II i especialment Felip III, per a qui va ser residència durant les seus noces amb Margarida d'Àustria, les quals van tindre lloc a València.
Durant l'edat moderna va ser la residència dels virreis de València, i també seu de l'arxiu de la Cancelleria Reial del Regne de València, creada per Alfons el Magnànim, i nucli original de l'actual Arxiu del Regne de València. Amb posterioritat, després del Decret de Nova Planta, també va servir com a residència dels capitans generals.
A més d'un extens jardí, existia ja al segle xv una important col·lecció zoològica. També està documentat el seu paper com a viver en 1560, data en què Felip II va disposar que li enviaren de l'Almaciga del Real de València una gran quantitat de tarongers i llimeres, així com més de quatre mil plantes florals per embellir els jardins del seu Palau d'Aranjuez.

## De la destrucció a l'actualitat

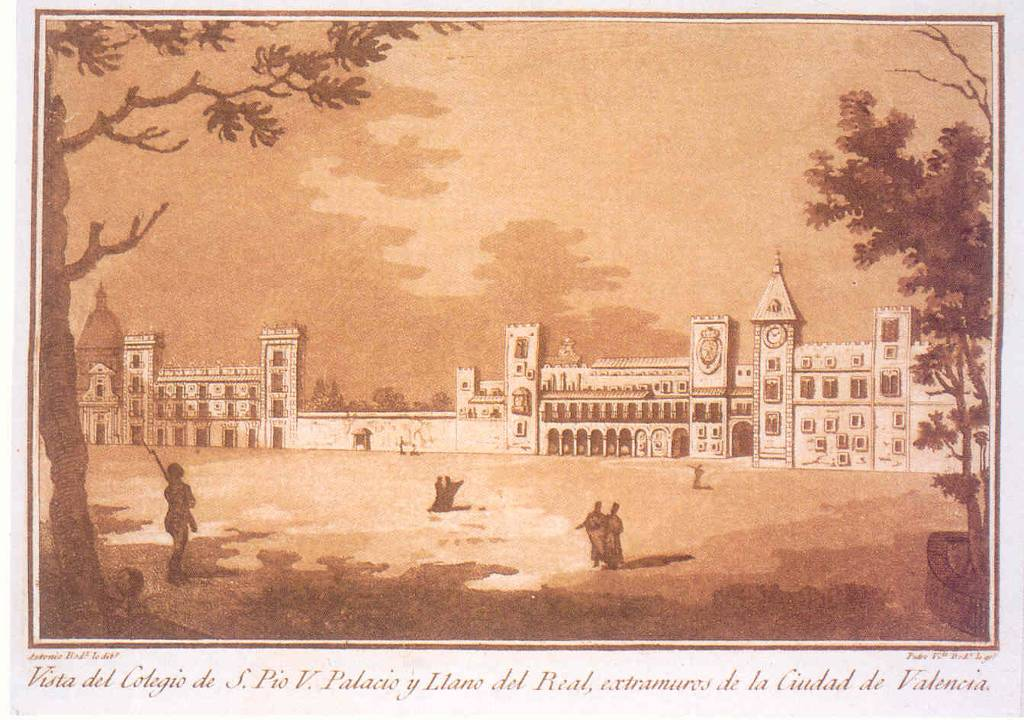
Aspecte del Real poc abans del seu enderrocament

El 1810, i amb motiu de la Guerra del Francès, el Palau del Real va ser totalment enderrocat per les tropes liberals que defensaven la ciutat a les ordres del general Joaquín Blake, argüint presumptes raons estratègiques, ja que en estar fora de la muralla s'argumentava que l'atacant francés s'hi podia fer fort. Així i tot, actualment es tendeix a pensar que aquesta va ser l'excusa per desfer-se d'un edifici que no aprofitava i tenia moltes despeses de manteniment, així com aconseguir diners amb la venda dels materials de l'enderroc. També hi ha qui sosté que, amb alguna d'aquestes excuses, es va aprofitar l'ocasió per a fer desaparéixer aquest gran símbol de les antigues llibertats valencianes, mentre a les Corts de Cadis les reivindicaven alguns representants valencians com a exemple a seguir. El 1814, havent tornat al tron Ferran VII, el capità general de València, l'absolutista Francisco Javier Elío, va ordenar amuntegar les runes de l'enderrocat palau i va formar amb elles dos menuts monticles que va envoltar de massissos sustentats, ombrejats d'arbusts i de flors. Posteriorment es van unificar en un de sol, conegut com la montanyeta del general Elío, i encara després en va desaparèixer una part quan es va obrir l'avinguda que porta el nom d'aquest general.
En l'actualitat es conserva el record d'aquest palau en el nom del Pla del Real, l'espai que hi havia a la porta del palau i que actualment és un districte de la ciutat, i en el Pont del Real, que connectava la ciutat amb el palau passant sobre el riu Túria. Una part del seu solar està ocupat pel parc municipal conegut com a Jardins del Real o Vivers, nom que també rep des del 1903 quan aquest parc va ser donat a l'ajuntament per a planter o vivers d'arbres. Anteriorment havia pertangut a la Diputació Provincial de València, organisme al qual havia estat cedida la propietat del Real pel Reial Patrimoni el 1869.
En 1986, arran de les obres de construcció del col·lector Nord de la ciutat, al carrer del General Elío, es va poder fer excavacions arqueològiques sobre una part del Palau del Real. Es va poder documentar la façana est del palau, la qual s'obria amb un pòrtic cap als jardins o hort, així com restes del real islàmic o almúnia original. Així i tot, pel fet que aquestes restes estigueren a sota d'una avinguda, es va alçar una forta polèmica a nivell municipal sobre si devien restar al descobert i musealitzades, o pel contrari es devien tapar de nou; opció, aquesta última, que finalment es va triar. En 2004 el professor de geografia J.V. Boira va poder localitzar en un arxiu de París uns plànols del palau fets en 1802 per Manuel Cavallero, que posteriorment es va emportar el mariscal Suchet amb altres documents de l'ocupació francesa, quan es va retirar de València. En 2006 es van exposar aquests plànols en València, i en 2009 es va excavar la façana principal del palau d'una manera molt precisa gràcies a l'existència d'aquests plànols, musalitzant el conjunt, que actualment és visitable amb l'horari del parc.

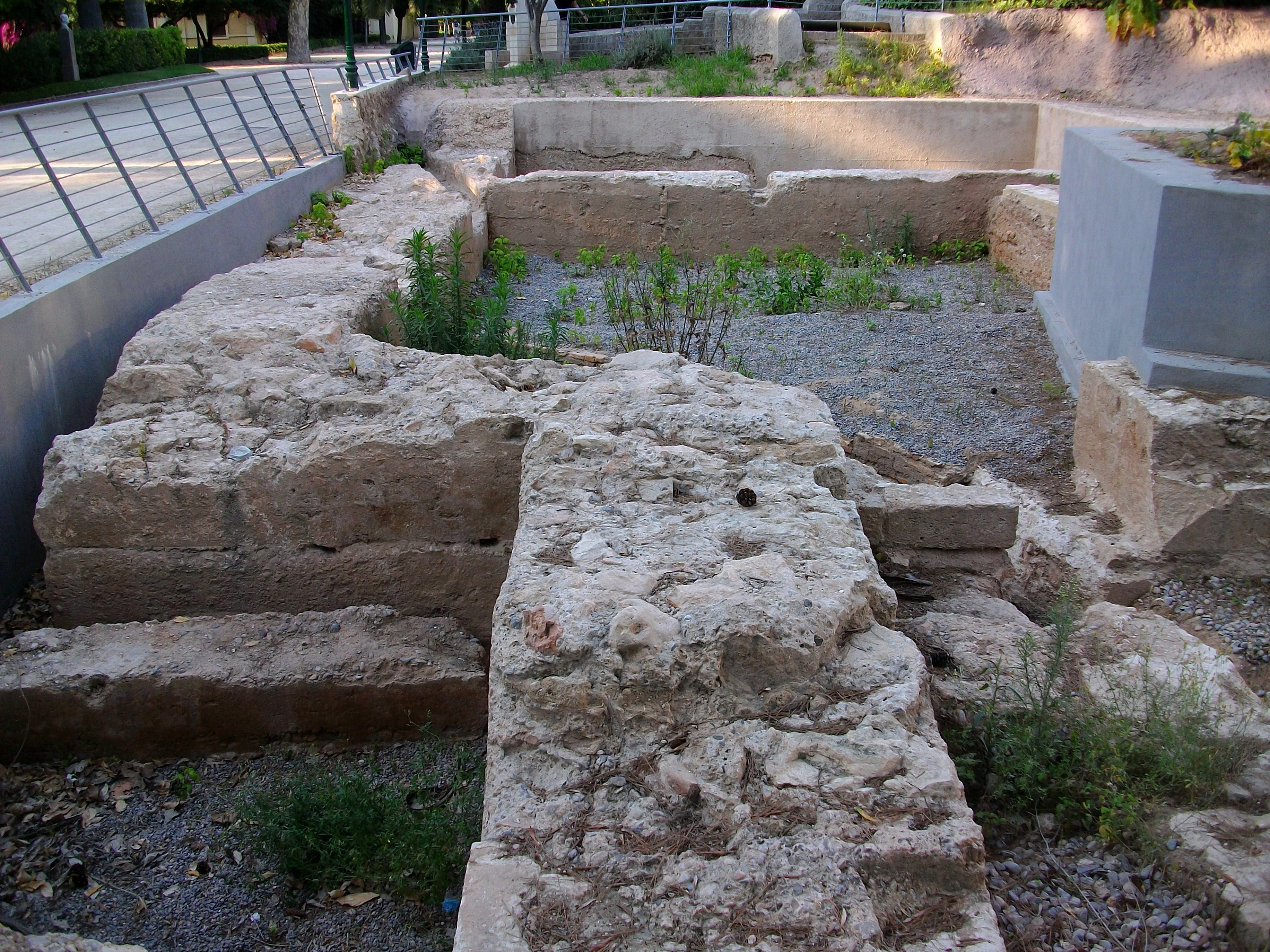
Palau del Real de València, torre de la Reina